# Arroyo Sarandí (Buenos Aires)
El Arroyo Sarandí es un arroyo entubado en un 80% de su cauce, que se extiende entre las localidades bonaerenses de Longchamps y Sarandí, Argentina, que desemboca en el Río de la Plata.